# پاراکوئیس د خیلکا
پاراکوئیس د خیلکا (به اسپانیایی: Paracuellos de Jiloca) یک دهستان در اسپانیا است که در استان ساراگوسا واقع شده‌است. پاراکوئیس د خیلکا ۳۲٫۲۲ کیلومتر مربع مساحت و ۵۰۷ نفر جمعیت دارد.